# Классный руководитель
Кла́ссный руководи́тель — функция, выполняемая учителем параллельно с основной преподавательской работой, заключающаяся в организационном сопровождении всех учащихся конкретного класса в школе или училище. В России, в начальных классах обязанности классного руководителя автоматически возлагаются на учителя, ведущего данный класс, а на более высоких ступенях школ и в училищах — на одного из учителей-предметников, работающих в этом классе/группе, по решению администрации учебного заведения. Вне России в образовательной системе многих стран также предусмотрено назначение руководителя класса из числа педагогов (возможные названия: англ. homeroom teacher, нем. Klassenlehrer и др.).   
Конкретные обязанности классного руководителя включают мониторинг успеваемости учеников, взаимодействие с родителями, оказание консультационной поддержки, предоставление помощи при разрешении конфликтов, содействие в проведении внешкольных мероприятий, таких как экскурсии. Одной из главных миссий классного руководителя является гармонизация развития учащихся на основе наблюдения за их развитием и коррекции сознания и поведения. Классный руководитель организует (в России — еженедельно) классный час, встроенный в расписание, во время которого обсуждаются актуальные для всего класса или для большинства учеников моменты, доводится официальная информация, планируется внеклассная активность. Также, в воспитательных целях, могут проводиться тематические классные часы, посвящённые разным нравственным, историческим или политическим вопросам. 